# Временное правительство Израиля
Временное правительство Израиля (ивр. הממשלה הזמנית‎) — временный кабинет министров, орган исполнительной власти, управлявший вновь созданным Государством Израиль со дня провозглашения его независимости 14 мая 1948 года, во время Войны за независимость, и до формирования 1-го правительства Израиля в марте 1949 года после проведения выборов в Кнессет 1-го созыва.

## Предыстория
В октябре 1947 года объединенная комиссия «Национального комитета» (ивр. וַעַד לְאֻמִּי‎ — ваа́д леуми́) и исполкома Еврейского агентства составила проект конституции будущего государства.
В марте — апреле 1948 года были созданы временные законодательные и исполнительные органы:
«Народный совет» (ивр. מועצת העם‎ — Моэцет ха-Ам), состоявший из 37 представителей большинства партий и организаций ишува от ревизионистов до коммунистов, и «Народное правление» (ивр. מנהלת העם‎ — минхелет ха-ам) — будущее временное правительство.
Народным советом было утверждено «Положение о Временном правительстве», которое должно было начать свою работу после окончания действия британского мандата. В него, из числа членов «Народного совета», были избраны 13 членов «Народного правления» во главе с Давидом Бен-Гурионом.

## Члены «Народного правления» (Временного правительства)
| Временное правительство Израиля                             | Временное правительство Израиля | Временное правительство Израиля           |
| Должность                                                   | Имя, фамилия                    | Партия                                    |
| ----------------------------------------------------------- | ------------------------------- | ----------------------------------------- |
| Премьер-министр Министр обороны                             | Давид Бен-Гурион                | «МАПАЙ»                                   |
| Министр сельского хозяйства                                 | Аарон Цизлинг                   | «МАПАМ»                                   |
| Министр финансов                                            | Элиэзер Каплан                  | «МАПАЙ»                                   |
| Министр иностранных дел                                     | Моше Шарет                      | «МАПАЙ»                                   |
| Министр здравоохранения Министр абсорбции                   | Хаим-Моше Шапира                | «Ха-поэль ха-мизрахи»                     |
| Министр внутренних дел                                      | Ицхак Гринбойм                  | беспартийный                              |
| Министр юстиции                                             | Пинхас Розен                    | «Новая алия» / Прогрессивная партия       |
| Министр труда                                               | Мордехай Бентов                 | «МАПАМ»                                   |
| Министр внутренней безопасности Министр по делам меньшинств | Бехор-Шалом Шитрит              | «Объединение сефардов и восточных евреев» |
| Министр по делам религий и жертв войны                      | Иегуда-Лейб Маймон              | «Мизрахи»                                 |
| Министр промышленности и торговли                           | Перец Бернштейн                 | «Общие сионисты»                          |
| Министр транспорта                                          | Давид Ремез                     | «МАПАЙ»                                   |
| Министр благосостояния                                      | Ицхак Меир Левин                | «Агудат Исраэль»                          |

## Провозглашение Государства Израиль
12 мая 1948 года, накануне окончания британского мандата, состоялось голосование членов «Народного правления» по вопросу даты провозглашения Израиля с учетом предложения США о его отсрочке.
На заседании присутствовало 10 из его членов, поскольку Иехуда Лейб-Маймон и Ижак Груенбаум не смогли прибыть из блокированного арабами Иерусалима, а Ицхак-Меир Левин находился в США.
За немедленное провозглашение государства голосовали :
- Давид Бен-Гурион, Мордехай Бентов, Моше Шарет («МАПАЙ»),
- Перец Бернштейн («Общие сионисты»)
- Хаим-Моше Шапира («ха-Поэль ха-Мизрахи»),
- Аарон Цизлинг («МАПАМ»)

Против:
- Элиэзер Каплан, Давид Ремез («МАПАЙ»),
- Пинхас Розен (партия «Новая алия»),
- Бехор-Шалом Шитрит («Объединение сефардов и восточных евреев»).

14 мая, в день провозглашения государства, «Народный совет» принял постановление, формально узаконивающее его полномочия, и был преобразован во «Временный государственный совет», а «Народное правление» — во Временное правительство Израиля.
За редким исключением, министерства Временного правительства были образованы из соответствующих подразделений, существовавших при «Национальном комитете», Еврейском агентстве или мандатной администрации.
Временное правительство действовало до 10 марта 1949 года, когда после проведения выборов в Кнессет 1-го созыва было сформировано Первое правительство Израиля.